# Augusto Battaglia
Pour les articles homonymes, voir Battaglia.
Augusto Battaglia (Milan, 9 mars 1948) est un homme politique italien et ancien député du groupe L'Ulivo à la Chambre des députés.

## Biographie
Il est député de la circonscription Lazio 1 durant les XIe, XIIIe et XIVe législatures.